# Canton de Lavardac
Le canton de Lavardac est une circonscription électorale française située dans le département de Lot-et-Garonne, en région Nouvelle-Aquitaine.

## Histoire
Par décret du 26 février 2014, le nombre de cantons du département est divisé par deux, avec mise en application aux élections départementales de mars 2015. Le canton de Lavardac est conservé et s'agrandit. Il passe de 11 à 20 communes.

## Géographie
Ce canton est organisé autour de Lavardac dans l'arrondissement de Nérac. Son altitude varie de 22 m (Buzet-sur-Baïse) à 196 m (Xaintrailles).

## Représentation

### Conseillers généraux de 1833 à 2015
| Période     | Période          | Identité                                          | Étiquette                | Qualité |
| ----------- | ---------------- | ------------------------------------------------- | ------------------------ | --- |
| 1833        | 1844 (décès)     | Armand François Maximilien de Lusignan            |                          | Ancien officier, propriétaire, maire de Xaintrailles Député, Pair de France                                                                   |
| 1844        | 1871             | Léopold Baron de Batz de Trenquelléon (1816-1876) |                          | Avocat Maire de Feugarolles (1861-1885, 1886-1891) Propriétaire du château de Gueyze                                                          |
| 1871        | 1872 (démission) | Émile Monthus                                     | Républicain              | Médecin, maire de Lavardac (1870-1874 - 1876-1879)                                                                                            |
| 26 mai 1872 | 1892             | Pierre Justin Chevalier                           | Républicain              | Maire de Mongaillard (1876-1897) |
| 1892        | 1903 (décès)     | Jules Fillastre                                   | Républicain Progressiste | Limonadier et négociant en bouchons Juge suppléant au Tribunal de commerce de Nérac Maire de Barbaste                                         |
| 1903        | 1910             | Valmon Latouche                                   | Républicain Progressiste | Maire de Vianne (1890-1910) |
| 1910        | 1919 (décès)     | Jean Laurent                                      | Républicain              | Maire de Lavardac (1888-1919), conseiller d'arrondissement                                                                                    |
| 1919        | 1924 (décès)     | Georges Lagardère                                 | RG                       | Commis négociant à Lavardac |
| 1924        | 1940             | Raoul Dubois                                      | RG                       | Officier d'administration des Bureaux d'intendance, industriel à Barbaste Nommé membre de la Commission administrative départementale en 1941 |
|             |                  |                                                   |                          | |
| 1945        | 1951             | Irénée Amat                                       | PCF                      | Ouvrier bouchonnier à Lavardac |
| 1951        | 1958             | Hubert Ruffe                                      | PCF                      | Domestique puis ouvrier Député (1945-1951 et 1956-1958) Elu en 1961 dans le Canton du Mas-d'Agenais                                           |
| 1958        | 1964             | Clovis Couloumet (1903-1989)                      | Rad.                     | Maire de Lavardac (1955-1971) |
| 1964        | 1976             | Aimé Peroua                                       | PCF                      | Ancien employé de commerce Maire de Feugarolles (1944-1977)                                                                                   |
| 1976        | 1982             | Maurice Bourbiel                                  | PCF                      | Cultivateur à Feugarolles |
| 1982        | 2015             | André Touron                                      | DVD puis UDF-PR puis UMP | Professeur Maire de Lavardac (1977-1995) |

### Conseillers d'arrondissement (de 1833 à 1940)
Le canton de Lavardac avait deux conseillers d'arrondissement.
| Période                                  | Période | Identité                                                            | Étiquette                | Qualité |
| ---------------------------------------- | ------- | ------------------------------------------------------------------- | ------------------------ | --- |
| 1833                                     | 1839    | Anne Furcy Gustave Le Grix de La Salle, comte de Tustal (1796-1861) |                          | Propriétaire à Feugarolles, maire de Sadirac                                                                |
| 1833                                     | 1839    | Jean Baptiste Truaut                                                |                          | Notaire à Lavardac, propriétaire à Xaintrailles                                                             |
| 1839                                     | 1845    | Charles Polycarpe Baron de Batz de Trenquelléon (1792-1861)         |                          | Magistrat, propriétaire du château de Trenquelléon à Feugarolles (maire 1819-1830 et 1849-1861)             |
| 1839                                     | 1845    | Aaron Jules Marie Paradis (1803-1857)                               |                          | Négociant, maire de Lavardac (1837-1841 et 1843-1848)                                                       |
| 1845                                     | 1848    | Baron François Dudevant (1795-1871)                                 |                          | Propriétaire du château de Guillery, maire de Pompiey (1840-1865)                                           |
| 1845                                     | 1848    | Frédéric Nasse                                                      | Républicain              | Propriétaire à Lavardac                                                                                     |
|                                          |         |                                                                     |                          | |
| 1883                                     |         | Jean Ducasse                                                        | Républicain              | Maire de Barbaste                                                                                           |
| 1883                                     | 1890    | Auguste Darqué                                                      | Républicain              | Déclaré en état de liquidation judiciaire                                                                   |
|                                          |         |                                                                     |                          | |
| 1895                                     | 1910    | Jean Laurent                                                        | Républicain opportuniste | Maire de Lavardac (1888-1919)                                                                               |
| 1901                                     |         | Jean Salinères                                                      | Républicain opportuniste | Propriétaire, maire de Montesquieu                                                                          |
|                                          |         |                                                                     |                          | |
| 1925                                     | 1931    | Jean Baptiste Aristide Vincens de Tapol                             |                          | Propriétaire à Tonneins, maire de Lavardac (1919-1929)                                                      |
| 1925                                     | 1940    | Jean Darquand                                                       | Radical                  | Agriculteur à Montesquieu                                                                                   |
| 1931                                     | 1940    | Henri Latouche                                                      | Radical                  | Maire de Vianne                                                                                             |
| 1940                                     |         |                                                                     |                          | Les conseils d'arrondissement ont été suspendus par la loi du 12 octobre 1940 et n'ont jamais été réactivés |
| Les données manquantes sont à compléter. |         |                                                                     |                          | |

### Conseillers départementaux à partir de 2015
| Période élective | Période élective | Mandat | Mandat   | Identité                                                         | Nuance | Nuance | Qualité |
| ---------------- | ---------------- | ------ | -------- | ---------------------------------------------------------------- | ------ | ------ | --- |
| 2015             | 2021             | 2015   | 2021     | Michel Masset                                                    |        | DVG    | Gérant de Société Maire de Damazan (2008 → 2023) Président de la Communauté de communes du Confluent (2017 → 2023) |
| 2015             | 2021             | 2015   | 2021     | Valérie Tonin                                                    |        | DVG    | Agent immobilier, Xaintrailles Adjointe au maire de Barbaste, puis maire depuis 2020 |
| 2021             | 2028             | 2021   | 2023     | Michel Masset (Démissionnaire après son élection comme sénateur) |        | DVG    | Maire de Damazan (2008 → 2023) Vice-président chargé du Développement économique, du tourisme, et des politiques contractuelles (2021 → 2023) Président de de ValOrizon ( ? → 2023) Sénateuir de Lot-et-Garonne (2023 → ) |
| 2021             | 2028             | 2021   | en cours | Valérie Tonin                                                    |        | DVG    | Maire de Barbaste (2020 → ) |
| 2021             | 2028             | 2023   | en cours | Ludovic Biasotto (Suppléant de Michel Masset)                    |        | DVG    | Fonctionnaire de police Maire de Lavardac (2020 → ) Président de ValOrizon (2023 → ) Vice-président chargé du Développement économique, du tourisme, et des politiques contractuelles (2023 → )                           |

### Résultats détaillés

#### Élections de mars 2015
À l'issue du premier tour des élections départementales de 2015, trois binômes sont en ballottage : Michel Masset et Valérie Tonin (DVG, 27,35 %), Michel de Lapeyrière et Christine Lamarque (DVD, 26,51 %) et Marie-Martine Guiraud et Marc Lamperim (FN, 25,57 %). Le taux de participation est de 60,71 % (6 016 votants sur 9 909 inscrits) contre 57,81 % au niveau départemental et 50,17 % au niveau national.
Au second tour, Michel Masset et Valérie Tonin (DVG) sont élus avec 40,64 % des suffrages exprimés et un taux de participation de 64,60 % (2 476 voix pour 6 400 votants et 9 907 inscrits).

#### Élections de juin 2021
Le premier tour des élections départementales de 2021 est marqué par un très faible taux de participation (33,26 % au niveau national). Dans le canton de Lavardac, ce taux de participation est de 43,32 % (4 241 votants sur 9 790 inscrits) contre 39,29 % au niveau départemental. À l'issue de ce premier tour, deux binômes sont en ballottage : Michel Masset et Valérie Tonin (PS, 52,12 %) et Didier Chazallon et Nathalie Roussille (DVD, 19,96 %).
Le second tour des élections est marqué une nouvelle fois par une abstention massive équivalente au premier tour. Les taux de participation sont de 34,36 % au niveau national, 41,08 % dans le département et 44,96 % dans le canton de Lavardac. Michel Masset et Valérie Tonin (PS) sont élus avec 63,94 % des suffrages exprimés (2 645 voix pour 4 406 votants et 9 799 inscrits),,. 

## Composition

### Composition jusqu'en 2015

Situation du canton de Lavardac dans l'arrondissement de Nérac avant 2015.

Le canton de Lavardac comprenait onze communes.
| Nom                    | Code Insee | Codepostal | Superficie (km2) | Population (dernière pop. légale) | Densité (hab./km2) |
| ---------------------- | ---------- | ---------- | ---------------- | --------------------------------- | ------------------ |
| Lavardac (chef-lieu)   | 47143      | 47230      | 15,10            | 2 216 (2012)                      | 147                |
| Barbaste               | 47021      | 47230      | 38,70            | 1 529 (2012)                      | 40                 |
| Bruch                  | 47041      | 47130      | 15,89            | 784 (2012)                        | 49                 |
| Feugarolles            | 47097      | 47230      | 23,82            | 932 (2012)                        | 39                 |
| Montgaillard-en-Albret | 47176      | 47230      | 8,53             | 189 (2012)                        | 22                 |
| Montesquieu            | 47186      | 47130      | 25,53            | 759 (2012)                        | 30                 |
| Pompiey                | 47207      | 47230      | 19,61            | 229 (2012)                        | 12                 |
| Saint-Laurent          | 47249      | 47130      | 4,40             | 508 (2012)                        | 115                |
| Thouars-sur-Garonne    | 47308      | 47230      | 4,03             | 211 (2012)                        | 52                 |
| Vianne                 | 47318      | 47230      | 9,82             | 1 069 (2012)                      | 109                |
| Xaintrailles           | 47327      | 47230      | 10,26            | 412 (2012)                        | 40                 |

### Composition à partir de 2015
Le nouveau canton de Lavardac comprend vingt communes.
| Nom                              | Code Insee | Intercommunalité                           | Superficie (km2) | Population (dernière pop. légale) | Densité (hab./km2) | Modifier                                    |
| -------------------------------- | ---------- | ------------------------------------------ | ---------------- | --------------------------------- | ------------------ | ------------------------------------------- |
| Lavardac (bureau centralisateur) | 47143      | CC Albret Communauté                       | 15,10            | 2 297 (2022)                      | 152                | modifier les données · modifier les données |
| Ambrus                           | 47008      | CC du Confluent et des Coteaux de Prayssas | 12,35            | 109 (2022)                        | 8,8                | modifier les données · modifier les données |
| Barbaste                         | 47021      | CC Albret Communauté                       | 38,70            | 1 498 (2022)                      | 39                 | modifier les données · modifier les données |
| Bruch                            | 47041      | CC Albret Communauté                       | 15,89            | 692 (2022)                        | 44                 | modifier les données · modifier les données |
| Buzet-sur-Baïse                  | 47043      | CC Albret Communauté                       | 21,15            | 1 246 (2022)                      | 59                 | modifier les données · modifier les données |
| Damazan                          | 47078      | CC du Confluent et des Coteaux de Prayssas | 16,37            | 1 353 (2022)                      | 83                 | modifier les données · modifier les données |
| Feugarolles                      | 47097      | CC Albret Communauté                       | 23,82            | 1 015 (2022)                      | 43                 | modifier les données · modifier les données |
| Monheurt                         | 47177      | CC du Confluent et des Coteaux de Prayssas | 11,44            | 193 (2022)                        | 17                 | modifier les données · modifier les données |
| Montesquieu                      | 47186      | CC Albret Communauté                       | 25,53            | 744 (2022)                        | 29                 | modifier les données · modifier les données |
| Montgaillard-en-Albret           | 47176      | CC Albret Communauté                       | 8,53             | 167 (2022)                        | 20                 | modifier les données · modifier les données |
| Pompiey                          | 47207      | CC Albret Communauté                       | 19,61            | 213 (2022)                        | 11                 | modifier les données · modifier les données |
| Puch-d'Agenais                   | 47214      | CC du Confluent et des Coteaux de Prayssas | 23,00            | 713 (2022)                        | 31                 | modifier les données · modifier les données |
| Razimet                          | 47220      | CC du Confluent et des Coteaux de Prayssas | 7,18             | 300 (2022)                        | 42                 | modifier les données · modifier les données |
| Saint-Laurent                    | 47249      | CC du Confluent et des Coteaux de Prayssas | 4,40             | 459 (2022)                        | 104                | modifier les données · modifier les données |
| Saint-Léger                      | 47250      | CC du Confluent et des Coteaux de Prayssas | 5,79             | 157 (2022)                        | 27                 | modifier les données · modifier les données |
| Saint-Léon                       | 47251      | CC du Confluent et des Coteaux de Prayssas | 9,60             | 326 (2022)                        | 34                 | modifier les données · modifier les données |
| Saint-Pierre-de-Buzet            | 47267      | CC du Confluent et des Coteaux de Prayssas | 8,52             | 276 (2022)                        | 32                 | modifier les données · modifier les données |
| Thouars-sur-Garonne              | 47308      | CC Albret Communauté                       | 4,03             | 225 (2022)                        | 56                 | modifier les données · modifier les données |
| Vianne                           | 47318      | CC Albret Communauté                       | 9,82             | 980 (2022)                        | 100                | modifier les données · modifier les données |
| Xaintrailles                     | 47327      | CC Albret Communauté                       | 10,26            | 378 (2022)                        | 37                 | modifier les données · modifier les données |
| Canton de Lavardac               | 4711       |                                            | 291,09           | 13 341 (2022)                     | 46                 | modifier les données                        |

## Démographie

### Démographie avant 2015
| 1962  | 1968  | 1975  | 1982  | 1990  | 1999  | 2006  | 2011  | 2012  |
| ----- | ----- | ----- | ----- | ----- | ----- | ----- | ----- | ----- |
| 8 603 | 8 849 | 8 781 | 8 743 | 8 787 | 8 649 | 8 886 | 8 852 | 8 838 |

### Démographie depuis 2015
En 2022, le canton comptait 13 341 habitants, en évolution de −1,6 % par rapport à 2016 (Lot-et-Garonne : −0,18 %, France hors Mayotte : +2,11 %).
| 2013   | 2018   | 2022   |
| ------ | ------ | ------ |
| 13 527 | 13 540 | 13 341 |